# تشارلز لورانس بوينتون
تشارلز لورانس بوينتون (بالإنجليزية: Charles Lawrence Boynton)‏ هو عالم نبات أمريكي، ولد في 7 فبراير 1864 في Hyde Park (town), Vermont ‏ في الولايات المتحدة، وتوفي في 16 سبتمبر 1943 في أولد فورت في الولايات المتحدة.